# Александровка (Гусаровский сельский совет)
Алекса́ндровка (укр. Олександрівка), село, 
Гусаровский сельский совет,
Изюмский район,
Харьковская область.
Код КОАТУУ — 6320482515. Население по переписи 2001 г. составляет 54 (33/21 м/ж) человека.

## Географическое положение
Село Александровка состоит из двух, разделенных лесом частей.
В 1 км находится село Гусаровка.
Рядом железнодорожная станция Некременко.
На расстоянии 1 км протекает река Сухой Торец (укр. Сухий Торець ).
На северо-западе к селу примыкает небольшой песчаный карьер.